# Junior MasterChef Italia (seconda edizione)
La seconda stagione del talent show culinario Junior MasterChef Italia è andata in onda dal 15 aprile al 10 giugno 2015 sulla rete televisiva Sky Uno.
Giudici, anche per questa edizione, sono Bruno Barbieri, Lidia Bastianich e Alessandro Borghese.
Questa è la prima stagione di Junior MasterChef Italia dove i concorrenti eliminati alle selezioni hanno avuto una seconda possibilità di entrare nella cucina di Junior Masterchef. Nicola Longanesi, classificatosi terzo/quarto nell’edizione, tornerà a partecipare come aspirante chef nella dodicesima edizione della serie madre.

## Concorrenti
| Nome                 | Età | Città                  | Posizione |
| -------------------- | --- | ---------------------- | --------- |
| Andrea Picchione     | 13  | Roma                   | 1º        |
| Nicoló Marcucci      | 12  | Cagli (PU)             | 2º        |
| Nicola Longanesi     | 12  | Bagnacavallo (RA)      | 3/4º      |
| Sofia Sciamma        | 9   | Milano                 | 4/3°      |
| Arianna Seghetti     | 13  | Monte Urano (FM)       | 5/6º      |
| Tomaso Nardi         | 9   | Chiampo (VI)           | 6/7°      |
| Matilde Visini       | 11  | Comezzano-Cizzago (BS) | 7/8º      |
| Vittoria Truffa      | 9   | Fermignano (PU)        | 8/9°      |
| Alessia Russo        | 11  | Meta di Sorrento (NA)  | 9/10º     |
| Manuel               | 9   | Pomigliano d'Arco (NA) | 10/11°    |
| Alessandra Cavaliere | 9   | Ascoli Piceno          | 11/12º    |
| Michele Salsini      | 9   | Porcari (LU)           | 12/13°    |
| Mariachiara Tripaldi | 9   | Milano                 | 13/14º    |
| Sofia Forlivesi      | 11  | Cesena (FC)            | 14/15°    |

### Tabella eliminazioni
|             | 3         | 4         | 5         | 6         | 7        | 8         | 9         | 9         |
| Mystery Box | Andrea    | Andrea    | Nicolò    | Nicolò    | Sofia S. | Sofia S.  | Andrea    | Andrea    |
| Andrea      | SALVO     | ULTIMI 6  | PRIMO     | PRIMI 4   | SALVO    | ULTIMI 5  | IMMUNE    | VINCITORE |
| Nicolò      | SALVO     | ULTIMI 6  | SALVO     | ULTIMI 4  | PRIMO    | ULTIMI 5  | PRIMO     | SECONDO   |
| Nicola      | SALVO     | PRIMI 6   | PRIMO     | ULTIMI 4  | PRIMO    | PRIMO     | ELIMINATO |           |
| Sofia S.    | SALVA     | PRIMI 6   | SALVA     | PRIMI 4   | ULTIMA   | ULTIMI 5  | ELIMINATA |           |
| Arianna     | PRIMA     | PRIMI 6   | SALVA     | PRIMI 4   | ULTIMA   | ELIMINATA |           |           |
| Tomaso      | PRIMO     | ULTIMI 6  | SALVO     | PRIMI 4   | SALVO    | ELIMINATO |           |           |
| Matilde     | SALVA     | PRIMI 6   | SALVA     | ELIMINATA |          |           |           |           |
| Vittoria    | SALVA     | PRIMI 6   | SALVO     | ELIMINATA |          |           |           |           |
| Alessia     | SALVA     | PRIMI 6   | ELIMINATA |           |          |           |           |           |
| Manuel      | SALVO     | ULTIMI 6  | ELIMINATO |           |          |           |           |           |
| Alessandra  | SALVO     | ELIMINATO |           |           |          |           |           |           |
| Michele     | SALVO     | ELIMINATO |           |           |          |           |           |           |
| Mariachiara | ELIMINATA |           |           |           |          |           |           |           |
| Sofia F.    | ELIMINATA |           |           |           |          |           |           |           |

## Prove
- Mystery box: i concorrenti devono realizzare in 60' un piatto usando tutti o alcuni dei dieci ingredienti rivelati all'apertura delle scatole. I tre giudici assaggiano i tre piatti più interessanti, e l'aspirante cuoco vincitore della prova avrà un vantaggio in quella successiva. Una variante consiste nell'usare obbligatoriamente l'unico ingrediente presente nella scatola;
- Invention test: i tre giudici assegnano un tema a cui gli aspiranti cuochi dovranno ispirarsi e il vincitore della Mystery box potrà scegliere l'ingrediente obbligatorio tra i tre proposti e avrà un certo tempo a disposizione per scegliersi gli ingredienti in dispensa, mentre gli altri concorrenti ne avranno solo la metà. La durata di questa prova è variabile, e qui i tre giudici, dopo aver assaggiato tutti i piatti, nomineranno sia i due vincitori della prova sia coloro che verranno eliminati;
- Sfida esterna: in questa prova gli aspiranti si dividono in due squadre (o si sfidano tra loro) e devono preparare dei piatti da servire in una particolare situazione. Il vincitore dell'Invention test può scegliersi i componenti di una squadra e, se previsto, i piatti da preparare, o avere un particolare vantaggio. Uno o più convenuti giudicheranno la squadra migliore, mentre la peggiore dovrà sottoporsi al Pressure test;
- Pressure test: questa prova a cui si sottopongono i concorrenti della squadra che ha perso la sfida in esterna è variabile: la più frequente è cucinare un piatto in poco tempo, e qui il peggiore è eliminato, oppure devono indovinare il maggior numero di ingredienti tra quelli disponibili (all'assaggio o alla vista) o il loro peso, e in questo caso chi ne indovina di meno è eliminato.

## Dettaglio delle puntate

### Prima puntata

#### Episodi 1 e 2 (Provini)
Prende il via la prima stagione di Junior MasterChef Italia: i giudici sono alla ricerca del secondo Junior MasterChef italiano e devono assaggiare i piatti di quaranta piccoli aspiranti chef. I provini si dividono in 3 sfide. La prima da 13 sulla manualità: si sfidano Margherita, Mariachiara, Dario, Ruggiero, Martina, Matilde V., Paolo, Alessia, Veronica, Nicola, Alessandra, Giorgio e Alice G. (Entrano Mariachiara, Alessia, Nicola e Alessandra). La seconda prova da 14 sulla tecnica: si sfidano Giulia M., Federico, Giulia P., Luca, Sofia S., Philippe, Carlo, Sofia F., Matilde B., Alessandro, Vittoria, Alice D., Giada e Michele (Entrano Sofia F., Vittoria e Michele). la terza prova verte sulla creatività: si sfidano Matteo, Sara, Lorenzo M., Lorenzo C., Benedetta, Manuel, Tomaso, Gaia, Andrea F., Arianna, Andrea P., Matilde G. e Nicolò (Entrano Manuel, Andrea P. e Nicolò). Al termine accedono in tutto 10 bambini. Gli eliminati, però, hanno una seconda possibilità con una prova divisa in due parti: la prima sfida consiste nel pulire gamberetti, calamari e alici (Proseguono alla seconda fase Veronica, Sofia S., Tomaso, Arianna, Carlo, Alice D., Giulia M., Dario, Matilde B. e Matilde V.). Chi è passato alla seconda fase deve poi ricavare una frittura mista con il pesce pulito (Entrano nella masterclass Matilde V., Tomaso, Sofia S. e Arianna). 

### Seconda puntata

#### Episodio 3
Partecipanti: Alessandra, Alessia, Andrea, Arianna, Manuel, Mariachiara, Matilde, Michele, Nicola, Nicolò, Sofia F., Sofia S., Tomaso, Vittoria
- Mistery Box
  - Ingredienti: trippa, baccalà, cipolla, uova sode, gorgonzola, formaggio Bleau, lingua, fegato, cavolo, broccolo, verza, burro al tartufo e cumino
  - Piatti migliori:  Trittico di baccalà (Andrea), Mezzelune di baccalà (Arianna), Zuppa a modo mio (Tomaso).
  - Vincitore: Andrea
- Invention Test
  - Tema: La vittoria
  - Ospite: Emanuela, la Masterchef Junior in carica
  - Proposte: Gamberi al vapore con emulsione di arancia, Gnocchi in guazzetto di mare, Tortino di alici con mozzarella di bufala e patate. Andrea sceglie la seconda proposta e ha potuto assistere alla realizzazione del piatto da Emanuela.
  - Piatti migliori: Arianna, Tomaso
  - Eliminati: Sofia F., Mariachiara

#### Episodio 4
Partecipanti: Alessandra, Alessia, Andrea, Arianna, Manuel, Matilde, Michele, Nicola, Nicolò, Sofia S., Tomaso, Vittoria 
- Prova in esterna
  - Sede: Roma, Cinecittà World.
  - Squadra rossa: Arianna (caposquadra), Nicola, Sofia S., Matilde, Vittoria, Alessia
  - Squadra blu:  Tomaso (caposquadra), Andrea, Nicolò, Manuel, Alessandra, Michele
  - Piatti del menù: Grigliata mista di carne, con contorni
  - Vincitore: squadra rossa
- Pressure Test
  - Sfidanti: Tomaso, Andrea, Nicolò, Manuel, Alessandra, Michele
  - Prima prova: Viene deciso un pressure test "light" per il migliore della squadra perdente: riuscire a spremere mezzo litro di succo d'arancia in tre minuti. Viene scelto Andrea, che supera la prova
  - Seconda prova: Come ospite è presente Dario Cecchini, il macellaio poeta. I ragazzi devono preparare una tartare in cinque minuti (si salva Nicolò)
  - Terza prova: Preparare delle polpette di carne in venti minuti (si salvano Tomaso e Manuel)
  - Eliminati: Alessandra, Michele

### Terza puntata

#### Episodio 5
Partecipanti: Alessia, Andrea,  Arianna, Manuel, Matilde, Nicola, Nicolò, Sofia S., Tomaso, Vittoria
- Mistery Box
  - Ospiti: Gli amici dei bambini, ognuno dei quali porta un ingrediente che sanno poterli mettere in difficoltà: l'insieme di questi ingredienti va a formare la Mistery. Gli amici partecipano alla prova.
  - Altri ingredienti: ventresca di tonno, spinaci, filetto di maiale, Parmigiano Reggiano, uova, lumache, piselli, filetto di salmone, pompelmo, miele
  - Piatti migliori: Filetto di maiale al profumo di pompelmo (Matilde), Filetto di salmone (Andrea), Spezzatino di lumache (Nicolò).
  - Vincitore: Nicolò.
- Invention Test
  - Tema: Nulla è come sembra
  - Ospiti: Luigi Biasetto.
  - Proposte: Sale, peperoncino, formaggio. Nicolò sceglie il sale
  - Vincitori: Nicola, Andrea
  - Eliminati: Manuel, Alessia

#### Episodio 6
Partecipanti: Andrea, Arianna, Matilde, Nicola, Nicolò, Sofia S., Tomaso, Vittoria
- Prova in esterna
  - Squadra rossa: Nicola (caposquadra), Nicolò, Matilde, Vittoria
  - Squadra blu: Andrea (caposquadra), Arianna, Sofia, Tomaso
  - Piatto da cucinare: Pasta al pesto.
  - Regole: I concorrenti si sfidano uno contro uno prima in una gara di corsa: l'obbiettivo è quello di recuperare gli ingredienti per il piatto nel formato che sia più facile utilizzarlo, poi cercare di ricavare da esso la maggior quantità. In seguito ogni caposquadra sceglie un componente che cucini il piatto, con una sola possibilità di cambio in corso
  - Vincitore: Squadra blu.
- Pressure Test
  - Sfidanti: Nicola (caposquadra), Nicolò, Matilde, Vittoria
  - Prima prova: indovinare più ingredienti possibili della ribollita preparata da Valeria Piccini: si tratta di una prova per assicurarsi un vantaggio nella seconda
  - Seconda prova: cucinare il piatto portato dalla chef: tortello di cacio e pere con salsa di rape rosse, burro e semi di papavero (si salvano Nicola e Nicolò).
  - Eliminate: Matilde e Vittoria.

### Quarta puntata

#### Episodio 7
Partecipanti: Andrea, Arianna, Nicola, Nicolò, Sofia S., Tomaso
- Mistery Box
  - Ingredienti: La cucina è agghindata come un aeroporto: il tema è infatti la cucina del mondo. I bambini trovano diverse valigie: dovranno sceglierne una e cucinare con gli ingredienti all'interno.
  - Piatti migliori: Fajitas (Arianna), Cucine originali cinesi (Sofia), Pollo tandoori (Andrea).
  - Vincitore: Sofia
- Invention Test
  - Tema: I colori (i concorrenti potranno cucinare solo con ingredienti del colore prescelto)
  - Proposte: Bianco, Arancione e Nero. Sofia sceglie l'arancione, in seguito ai piatti a lei mostrati: fiocchi di cavolfiore con capesante, riso soffiato e salsa allo yogurt cucinato da Bruno Barbieri, Flan di zucca con carote cucinato da Lidia Bastianich e salsiccia di seppia con uva nera cucinato da Alessandro Borghese che le servano da esempio. Inoltre, trattandosi di una prova a staffetta, può scegliere anche le coppie: Sofia-Arianna, Tomaso-Andrea, Nicola-Nicolò
  - Piatto migliore: Tortello di gambero e papaya (Nicola e Nicolò)
  - Piatto peggiore: Tartelletta di frolla (Arianna e Sofia). Le due non vengono eliminate, ma mandate direttamente al pressure test.

#### Episodio 8
Partecipanti: Andrea, Nicola, Nicolò, Tomaso
- Prova in esterna
  - Sede: Monza, Parco della Villa Reale
  - Ospiti: Edoardo Raspelli, Andrea Grignaffini, Davide Paolini
  - Prova: I quattro bambini cucineranno uno contro l'altro nelle cucine della villa, con l'aiuto dello chef stellato Giancarlo Morelli. Per cucinare viene data un'ora ma Nicola e Nicolò, in quanto vincitori dell'ultimo invention, possono togliere del tempo agli altri due concorrenti: tolgono dieci minuti.
  - Proposte: Tagliatelle al nero di seppia con tarantina di calamaria e crumble di grissini e scampi (Nicola), Gnocchetti alla busarola di casa mia (Tomaso), Tortelli al cacao con gorgonzola e pere con pesto di nocciola e mandorle (Andrea), Tacconi con crema di burrata e pistacchi, ricotta secca e pomodori secchi (Nicolò)
  - Vincitore: Nicola
- Pressure Test
  - Sfidanti: Andrea, Arianna, Nicolò, Sofia, Tomaso
  - Prima sfida: Alla prima sfida prendono parte solo Andrea, Nicolò e Tomaso: devono montare a neve gli albumi di sei uova. Nicolò vince la sfida e ottiene il vantaggio di chiedere consigli personalizzati allo chef ospite, Francesco Gotti
  - Prova: Preparare un piatto salato che alla vista sembri un dolce (si salvano Andrea, Nicolò e Sofia).
  - Eliminati: Tomaso e Arianna

#### Episodio 9 (Semifinale)
Partecipanti:Andrea, Nicola, Nicolò, Sofia
- Mistery Box
  - Ingredienti: Vengono mostrati 30 ingredienti ed ogni concorrente può sceglierne tre. Inoltre, andranno usati almeno 10 ingredienti. Gli ingredienti prescelti sono: controfiletto di cervo, lamponi, patate rosse, triglie, uova, canocchie, ricotta, rabarbaro, panko, cipollotto rosso, dragoncello e capperi
  - Piatti realizzati: Trittico di cervo (Andrea), La strada verso la finale a modo mio (Sofia), Involtino di triglia (Nicola), Salata di cervo (Nicolò).
  - Vincitore:  Andrea. Vincendo, accede direttamente alla finale, oltre a poter scegliere cosa dovranno cucinare i compagni
- Invention Test
  - Tema: Cucinare come uno chef stellato (i concorrenti dovranno cucinare in contemporanea allo chef Barbieri, ideatore delle ricette proposte)
  - Proposte: Piccione al rosmarino e cacao con tomino grigliato, Insalata tiepida di pesci alle alghe dell'Atlantico e verdure croccanti all' olio allo scalogno, Quaglia in cartoccio con caponata di verdure e mostarda al vecchio balsamico. Andrea sceglie la terza proposta
  - Vincitore: Nicolò
  - Eliminati: Nicola e Sofia S.

#### Episodio 10 (Finale)
Partecipanti: Andrea, Nicolò
- Ristorante di Junior Masterchef
  - Menù di Nicolò, "Barattolando nella mia terra": Risotto al profumo di sambuco con fichi e tartufo bianco, Tartare di coniglio con gelatina al melograno, pane aromatico e ovolo, Cremoso al basilico con pan di spagna, croccante di pinoli e pistacchi e coulis di pomodori.
  - Menù di Andrea, "La cucina di casa mia 2.0": Chitarrine ricci e caffè, Trancetto di cernia al topinambur croccante con riduzione di birra e insalata di spinaci e pinoli, Tortino di pesche e zenzero con semifreddo all'amaretto
  - Vincitore della seconda edizione di Junior Masterchef Italia: Andrea Picchione.

## Ascolti
| Puntata | Episodio       | Messa in onda  | Ascolti |
| ------- | -------------- | -------------- | ------- |
| 1       | 1 (Selezioni)  | 15 aprile 2015 | 512 296 |
| 2       | 2 (Selezioni)  | 22 aprile 2015 | 350 959 |
| 3       | 3              | 29 aprile 2015 | 428 134 |
| 4       | 4              | 6 maggio 2015  | 420 120 |
| 5       | 5              | 13 maggio 2015 | 382 151 |
| 6       | 6              | 20 maggio 2015 | 336 081 |
| 7       | 7              | 27 maggio 2015 | 372 472 |
| 8       | 8              | 3 giugno 2015  | 455 653 |
| 9       | 9 (Semifinale) | 10 giugno 2015 |         |
| 9       | 10 (Finale)    | 10 giugno 2015 |         |